# أم العمد (الخليل)
أم العمد أو سهل واد الما أم العمد هي تجمع سكاني فلسطيني يقع جنوب مدينة الخليل وشرق مدينة يطا، في محافظة الخليل جنوب الضفة الغربية.

## السكان
وفق تقديرات الجهاز المركزي للإحصاء الفلسطيني لعام 2017 بلغ عدد سكان قرية أم العمد 397 نسمة.

## الحكم المحلي
تدار قرية أم العمد من قبل مجلس بلدي خلة المية تابع لوزارة الحكم المحلي الفلسطينية يضم: خلة المية، والديرات، والرفاعية، وأم الشقحان، وأم العمد، والبويب.